# Site A und Plot M

Lage der Vergrabungen

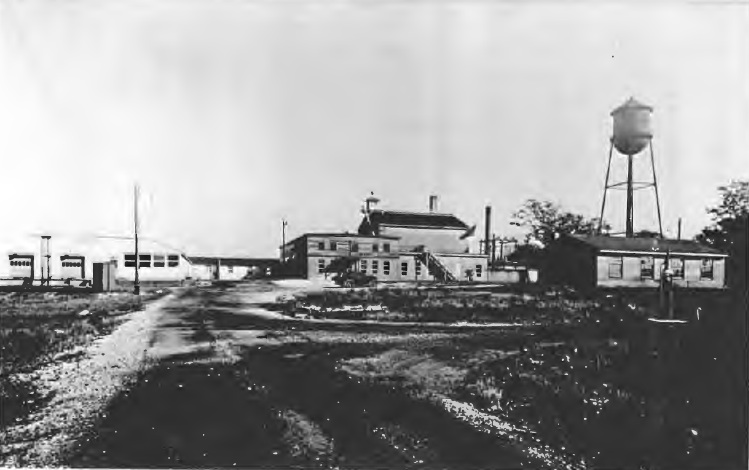
Argonne National Laboratory um 1945

Die Atommüll-Lagerstätten „Site A“ und „Plot M“ befinden sich innerhalb des Naturschutzgebiets Red Gate Woods nahe Chicago. Dort wurden die radioaktiven Überreste der Versuchsreaktoren Chicago Pile 1, 2 und 3 vergraben. Diese Reaktoren waren die ersten, mit denen eine menschengemachte nukleare Kettenreaktion versucht und erreicht worden war. Keiner der Reaktoren hatte jedoch den Zweck der Stromerzeugung. Alle drei dienten dem Ziel der Herstellung einer Atombombe.

## Die Versuchsreaktoren „Chicago Pile“ 1–3
Der Versuchsreaktor „Chicago Pile 2“ befand sich an „Site A“ und wurde aufgebaut aus den Bestandteilen von „Chicago Pile 1“. Dieser war aufgrund eines Streiks nicht am ursprünglich geplanten Ort „Site A“ errichtet worden, sondern geheim auf dem Campus der University of Chicago, inmitten von dicht bewohntem Gebiet. Es wurde damals intern argumentiert, der Reaktor ließe sich im Katastrophenfalle schnell genug abschalten, sodass von ihm keine Gefahr ausgehe. Aufgrund der starken Geheimhaltung wusste die Öffentlichkeit natürlich hiervon nichts. Dieser Reaktor, Chicago Pile 1, besaß noch keinerlei Abschirmung und wurde „nur“ mit einer Leistung von 0,5 bis 200 Watt betrieben; sein Neuaufbau als „Chicago Pile 2“ hatte dann eine Bleiabschirmung und erreichte mehrere Kilowatt.
Chicago Pile 3 schließlich hatte ein Kühlsystem und wurde anfangs mit ca. 300 kW, später mehr, betrieben. Entsprechend viel radioaktiver Müll fiel an, dessen man sich entledigen musste. Der Müll wurde an „Site A“ und „Plot M“ vergraben. Heutzutage (2024) ist nicht genau bekannt, welche Mengen und welche Materialien dort liegen. Während die Eigentumsverhältnisse an dem Grundstück klar geregelt sind, ist unklar, wer rechtlich der Eigentümer des darunter liegenden Atommülls ist. Die rund um die Lagerstätten befindlichen Wasserquellen weisen erhöhte Werte an Tritium auf.

## „Site A“

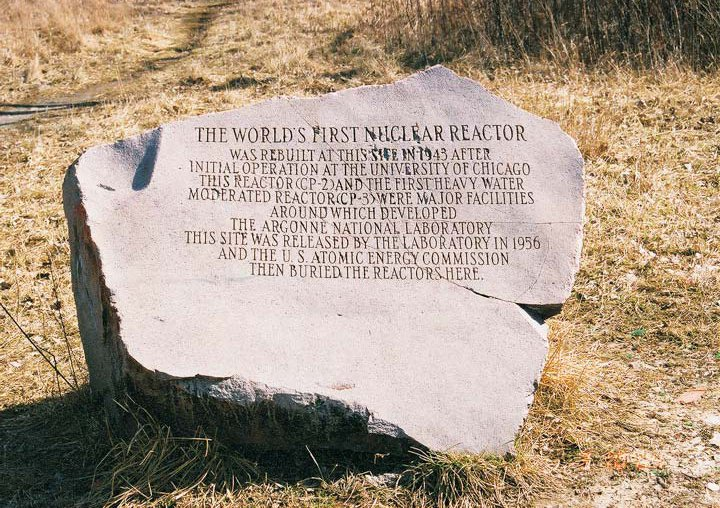
Granitstein an „Site A“

„Site A“ war der Deckname für das zur Zeit des Zweiten Weltkriegs an diesem Ort gegründete Atomforschungszentrum Argonne National Laboratory, das Teil des Manhattan-Projektes war. Der Ort war im Frühling 1942 durch Arthur Compton während eines Ausritts zu Pferd für diesen Standort ausgewählt worden aufgrund seiner Abgelegenheit und dennoch ausreichender Nähe zu Chicago.
Von 1943 bis 1954 liefen an dieser Stelle nukleare Forschungsarbeiten.
Nach dem Wegzug des Labors wurde an seiner Stelle der Müll vergraben.
Um für viele Jahre auf den hier vergrabenen Atommüll aufmerksam zu machen, wurde am Ort von „Site A“ ein Stein aus Granit mit folgender Inschrift aufgestellt:
THE WORLD'S FIRST NUCLEAR REACTOR

WAS REBUILT AT THIS SITE IN 1943 AFTER

INITIAL OPERATION AT THE UNIVERSITY OF CHICAGO.

THIS REACTOR (CP-2) AND THE FIRST HEAVY WATER

MODERATED REACTOR (CP-3) WERE MAJOR FACILITIES

AROUND WHICH DEVELOPED

THE ARGONNE NATIONAL LABORATORY.

THIS SITE WAS RELEASED BY THE LABORATORY IN 1956

AND THE U.S. ATOMIC ENERGY COMMISSION

## „Plot M“

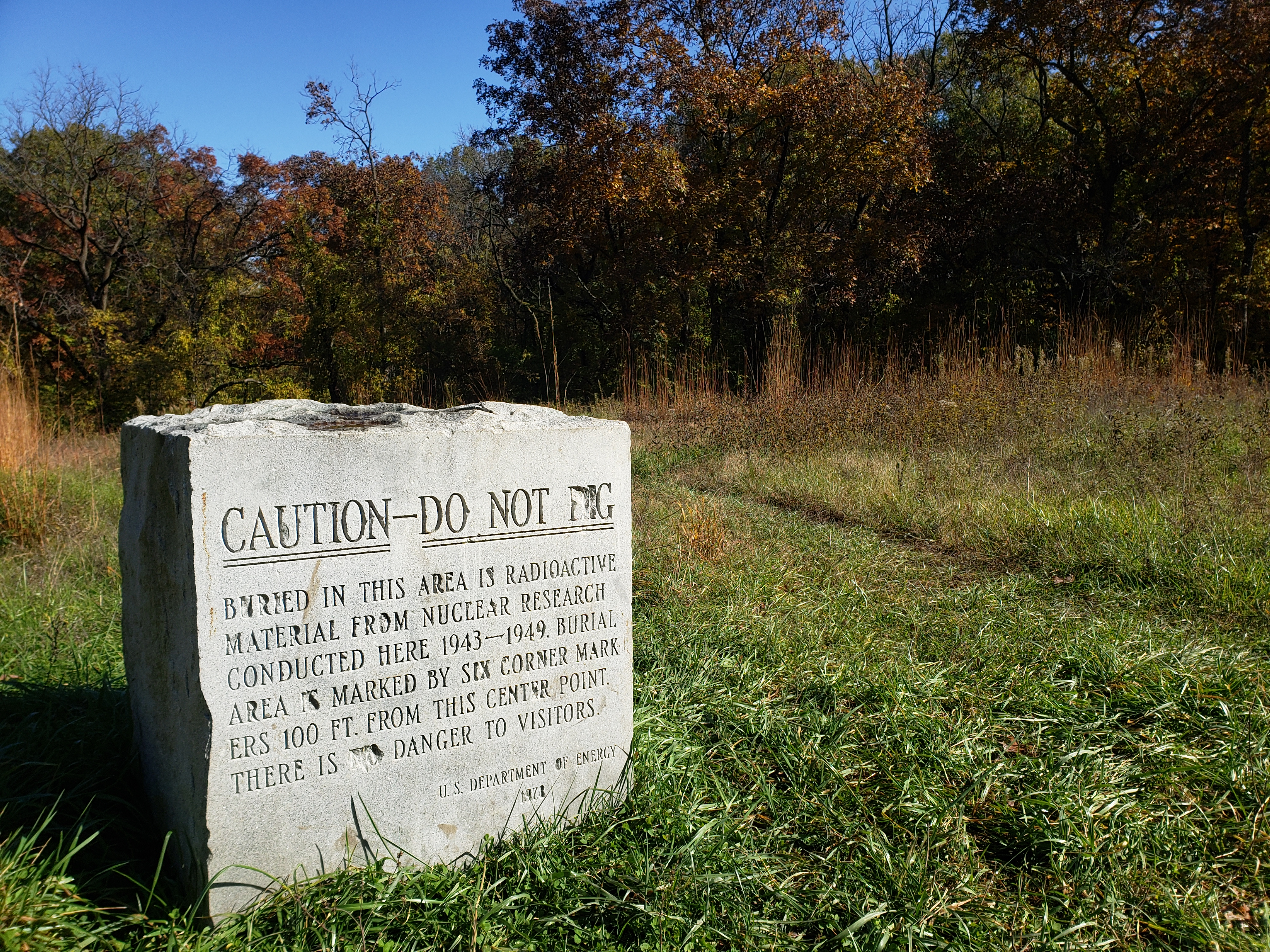
Granitstein an „Plot M“

„Plot M“ war das Codewort für den nahe „Site A“ befindlichen geplanten Vergrabungsort für die radioaktiven Überreste. Auch hier wurde ein Granitstein aufgestellt, er trägt die Warnung:
CAUTION – DO NOT DIG

BURIED IN THIS AREA IS RADIOACTIVE

MATERIAL FROM NUCLEAR RESEARCH

CONDUCTED HERE 1943–1949. BURIAL

AREA IS MARKED BY SIX CORNER MARK-

ERS 100 FT. FROM THIS CENTER POINT.

THERE IS NO DANGER TO VISITORS.

U.S. DEPARTMENT OF ENERGY

Inzwischen wurden durch Vandalismus mehrere Wörter – wie „no“ im letzten Satz – unleserlich gemacht.